# Cynomys
I cani della prateria (Cynomys Rafinesque, 1817) sono un genere  di mammiferi appartenenti all'ordine dei Roditori e alla famiglia Sciuridae, diffusi nelle praterie americane.
Nonostante il nome, non sono canidi bensì roditori, della stessa famiglia delle marmotte. Devono il loro nome a un suono, simile a un latrato, che emettono in caso di pericolo. Diversamente dalle marmotte, non vanno in letargo.

## Descrizione
Pesano da 0,8 a 2Kg circa e 30 – 40 cm di lunghezza.

## Biologia
Sono animali estremamente socievoli e vivono in grandi colonie, formate da gruppi familiari di un maschio, 3-4 femmine e i piccoli dell'anno. La femmina, dopo una gestazione di 33-37 giorni, mette al mondo da 1 a 8 piccoli, che nascono molto immaturi e, prima di poter uscire dal nido, necessitano delle cure materne per almeno altri 40 giorni. Allo stato selvatico vivono per circa 5 anni, in cattività fino a 8 o 10.
I cani della prateria sono animali dotati di elevata vocalità e capaci di emettere più di 25 suoni diversi in funzione del tipo di pericolo che si avvicina (un uccello, un bovino, un uomo, ecc.).

## Tassonomia
Il genere include le seguenti specie:
- Cane della prateria dalla coda nera (Cynomys ludovicianus), il più diffuso
- Cane della prateria dalla coda bianca (Cynomys leucurus)
- Cane della prateria di Gunnison (Cynomys gunissoni)
- Cane della prateria messicano (Cynomys mexicanus)
- Cane della prateria dello Utah (Cynomys parvidens)

## Distribuzione e habitat
Presenti originalmente in colonie di milioni di individui, le popolazioni si riducono nel XXI secolo a poche centinaia di migliaia per i cani della prateria dalla coda nera e a numeri molto più ridotti per le altre specie, considerate ormai a rischio di estinzione.
Gli allevatori di bovini americani hanno fatto loro e fanno una guerra indiscriminata, sostenendo che competono per l'erba con le mandrie. La convivenza tra le specie in un ambiente così povero di risorse e dall'equilibrio ecologico fragilissimo è invece fondamentale: dal cane della prateria dipendono per nidificare la civetta delle tane e il serpente delle praterie. Esso costituisce inoltre un cibo necessario alle aquile e ai coyote.
L'habitat del cane della prateria è infine fortemente minacciato dalla progressiva urbanizzazione.
Diversi tentativi sono stati fatti per ricollocare le colonie e per mettere gli animali sotto tutela, ma per ora persiste l'indiscriminata uccisione, che mette in serio pericolo la sopravvivenza della specie.

## In cattività
Da alcuni anni il cane della prateria ha avuto diffusione, sia negli USA sia in Europa, come animale da compagnia. Prima di pensare all'acquisto si consiglia un'approfondita informazione e possibilmente contatti con persone già esperte, per non avere spiacevolissime sorprese.
In Italia esiste un'associazione di volontariato, l'Associazione Italiana Cani Della Prateria (AICDP), specificamente dedicata a fornire gratuitamente tutte le informazioni utili alla corretta tenuta di questi animali, combatterne il commercio speculativo e favorire la riproduzione mantenendo un pool genetico sufficientemente vasto. Tutte le attività della associazione sono a disposizione del pubblico gratuitamente e in modo anonimo.
Per la sua grande socievolezza il cane della prateria è particolarmente adatto al ruolo di animale di compagnia, ma non va mai dimenticato che si tratta di un animale selvatico, dal carattere molto forte e spiccato, che necessita di ampi spazi (non va tenuto assolutamente in gabbia) e che deve sempre essere tenuto almeno in coppia. Non è consigliabile tuttavia tenere due maschi, perché durante il periodo del calore difendono accanitamente il proprio territorio, con liti anche mortali. Non è adatto ai bambini.
Un episodio di trasmissione di vaiolo delle scimmie tramite un roditore tenuto vicino a un cane della prateria in un negozio newyorkese ha portato nel 2003 al blocco delle esportazioni e al divieto di importazione in Europa. Non essendo più disponibili tali animali alla vendita, alcuni rivenditori hanno iniziato a vendere un altro roditore, il citello, originario dell'Ungheria, come "mini cane della prateria", pratica che può essere ritenuta una falsa informazione commerciale finalizzata a un guadagno eccessivo. Il citello in effetti, essendo indigeno europeo e di facile riproduzione, ha un costo molto inferiore al cane della prateria. Le linee guida AICDP fissano per il citello un costo "giusto" di 90 euro e massimo di 150, per il cane della prateria un costo ritenuto corretto di 200 euro e massimo 400 euro.

## Esigenze abitative in cattività e riproduzione
Purtroppo il cane della prateria viene tenuto spesso in condizioni di gabbia inadatte. L'Associazione Italiana del Cane della Prateria (AICDP) considera auspicabile una tenuta in recinti esterni, opportunamente preparati per evitare le fughe degli animali che sono eccellenti scavatori e sfruttano la loro intelligenza elevata per trovare vie di fuga, o gabbie che abbiano almeno un metro quadro di calpestabile per animale. Consigliando contemporaneamente di tenere questi animali solo in gruppi di almeno una coppia, questo comporta che una gabbia dovrebbe offrire almeno due metri quadrati. La gabbia deve essere articolata e permettere la presenza di pertugi, tunnel e percorsi che stimolano e corrispondono all'intelligenza dell'animale. Inoltre deve essere presente una zona riempita con terra, di almeno un mezzo metro cubo, per permettere le attività naturali di scavo.
In queste condizioni corrette di tenuta è possibile avere un ciclo vitale normale con la presenza di cuccioli. Questi sono considerati molto rari, ma evidentemente la rarità deriva dalla tenuta non corretta degli animali. Citando nuovamente l'AICDP, che tiene un registro italiano, sono noti diversi casi di nascite in recinti esterni, e alcuni casi di nascite in gabbie idonee, in un caso sono state registrate tre nascite con 14 cuccioli da due coppie in una tenuta in gabbia idonea di più di un metro per animale, sviluppata su cinque piani e con un metro cubo di terra di scavo.

## Esigenze alimentari
Il cane della prateria è un erbivoro stretto, non un granivoro, esattamente come il coniglio. Questo comporta che il normale cibo per roditori e - peggio ancora - scoiattoli, è troppo calorico per lui e porta a obesità in breve tempo. Così come per il coniglio, il suo alimento base è costituito da fieno, che deve essere sempre presente in abbondanza, anche per fare il nido (almeno 0,25 m3) assieme a erba e insalata fresca. Vanno evitati semi, granaglie e ghiande.
Esistono alcuni alimenti pressati e non specifici in commercio, ma data la rarità dell'animale non sono sempre facilmente reperibili. Si consiglia di controllare che il contenuto di fibre sia superiore al 20% e che nel mangime vi sia poca o nulla erba medica (Medicago sativa) o Medicago spp., leguminose molto ricche di proteine e perciò ingrassanti.

## Come si trova, diffusione e presenza come animale da compagnia
Il cane della prateria, come detto, è endemico dell'America settentrionale, e pertanto in Europa non esiste in forma libera. Dal 2004 ne è stata vietata l'esportazione dagli USA per timore di diffusione di alcuni casi di vaiolo delle scimmie, e conseguentemente ne venne vietata l'importazione nell'Unione europea. Gli animali presenti da noi sono pertanto frutto di importazioni prima di quella data o di nascite in uno degli stati dell'Unione europea.
Nel settembre 2008 negli USA, non essendo stati riscontrati casi di vaiolo, è stato sospeso il blocco dell'esportazione, e il commercio è ripreso. Va comunque posta attenzione perché l'Unione europea non ha ancora eliminato il divieto all'importazione, pertanto essa resta sempre vietata. La presenza nei negozi di animali deve essere documentata dal negoziante come proveniente da allevamento europeo. Altrimenti si rischiano sanzioni per avere acquistato, anche inconsapevolmente, animali vietati. Chi fosse interessato deve essere avvisato dell'obbligo di richiedere al negoziante dichiarazione scritta che l'animale non proviene da importazione extra-UE. Solo in questo modo l'acquirente può tutelarsi nel caso di controlli nei confronti di mercanti mendaci o disonesti.